# Дилевський Сергій Анатолійович
Сергій Дилевський (нар. 1 вересня 1989, Мінськ) — лідер страйку Мінського тракторного заводу, член президії Координаційної ради під час протестів 2020 року та президентських виборів.

## Біографія
Народився в Мінську в родині робітників. Закінчив Третій інженерний ліцей у Мінську, хотів вчитися на автомеханіка, але за станом здоров'я довелося вступити на іншу спеціальність — інженерно-технічну. Дилевський працює термістом на Мінському тракторному заводі.
6 березня 2023 року суд у Мінську заочно заочно засудив Сергія Дилевського до 12 років колонії.

## Протести 2020 року
Після оголошення результатів президентських виборів 2020 року та початку протестів, Дилевський був обурений діями поліції. Він доставив кількох протестувальників до лікарні та закликав до страйку на МТЗ. До страйку приєдналися робітники, які вимагали звільнення всіх політв'язнів і проведення нових виборів. Дилевський очолив колону з 1000 робітників, яка пройшла центром Мінська. 17 серпня він очолив колону з 5 тисяч страйкуючих працівників МТЗ. 18 серпня Ділевський заявив, що 50 осіб, які вийшли на мітинг біля МТЗ, були затримані на короткий час.
Його обрали до президії Координаційної ради, створеної для координації передачі влади. 21 серпня газета New York Times назвала його «політичною зіркою».

### Тиск влади
21 серпня 2020 року Дилевського викликали на допит у Слідчий комітет.
24 серпня 2020 року його затримали спецслужби разом з Ольгою Кавальковою біля пропускного пункту МТЗ під час спроби підтримати страйкарів. Їх засудили до 10 діб за спробу провести пікет, але після закінчення терміну їх не відпустили, а засудили ще на 15 діб за участь в акції 23 серпня. Потім, 5 вересня, Кавалькову відвезли на польський кордон, а 18 вересня відпустили Дилевського.

## Політична позиція
У серпні 2020 року Дилевський заявив, що вважає білоруську промислову систему неефективною, і що відсутність олігархів у Білорусі «далека від досягнення», оскільки це означає, що «здорові» бізнесмени не хочуть інвестувати в Білорусь. Дилевський сказав, що політика буде «останнім, чим [він] хотів би займатися».